# 외상
외상(injury) 또는 신체적 트라우마(physical trauma)은 외력에 의한 신체 손상을 의미한다. 사고, 추락, 타격, 무기, 기타 원인으로 인해 발생한다. 주요 외상은 장기적인 장애 또는 사망을 유발할 수 있다.

## 분류

2012년 외상으로 인한 사망자 수(단위 : 백만)
203-358
359-428
429-483
484-559
560-637
638-716
717-817
818-939
940-1,140
1,141-2,961

2012년 백만 명당 의도적인 외상으로 인한 사망자 수(단위 : 백만)
14-65
66-89
90-114
115-137
138-171
172-193
194-226
227-291
292-379
380-2,730

세계보건기구(WHO)는 국제 외상 원인 분류(International Classification of External Causes of Injury, ICECI)를 개발했다. 이 시스템에서 외상은 다음과 같이 분류된다.
- 부상의 메커니즘(Mechanism of injury)
- 부상을 초래하는 물건/물질(Objects/substance producing injury)
- 발생 장소(Place of occurrance)
- 다칠 때의 활동(Activity of injured)
- 인간 의도의 역할(The role of human intent)

이 코드를 통해 특정 집단의 부상 분포를 식별하고 원인과 예방 노력에 대한 자세한 조사를 위해 사례를 식별 할 수 있다.

### 외상의 원인
- 의도적인 외상(Intentional injury)
  - 자살(Suicide)
  - 자해(Self-harm)
  - 폭력(Violence)
  - 전쟁(War)
- 사고(Accident)
  - 가오리 부상(Stingray injury)
  - 번개 부상(Lightning injury)

### 외상의 양상
- 갑작스런 물리적 충돌 또는 움직임으로 인한 외상성 부상, 신체적 상처 또는 충격(Traumatic injury, a body wound or shock produced by sudden physical collision or movement)
  - 견열 외상(Avulsion injury)
  - 폭발 외상(Blast injury)
  - 골절(Bone fracture)
  - 내출혈(Internal bleeding)
  - 압궤 외상(Crush injury)
  - 주사 바늘 찔림 외상(Needlestick injury)
  - 치명적인 외상(Catastrophic injury)
- 반복사용긴장성손상증후군 또는 스트레스 외상(Repetitive Strain Injury)
- 급성방사선 증후군, 화상 또는 동상과 같은 외부 신체적 원인으로 인한 기타 부상(Radiation Poisoning, Burn)
  - 방사선 유발 폐 외상(Radiation-induced lung injury)
  - 전자레인지 화상(Microwave Burn)
- 독소로 인한 부상 또는 약물의 부작용(Injury from toxin or adverse effects of pharmaceutical drugs)
  - 독성 외상(Toxin injury)
- 허혈재관류 손상과 같은 내부 원인으로 인한 외상(Injury from internal causes such as reperfusion injury)

### 외상의 위치
- 상처, 피부가 찢어지며 구멍이 뚫린 상처(Open wound) 또는 둔기로 인해 타박상(Close wound)이 발생하는 부상
- 뇌손상(Brain injury)
  - 후천성 뇌 손상(Acquired brain injury)
  - 전두엽 손상(Frontal lobe injury)
- 신경 손상(Nerve injury)
  - 척수 손상(Spinal cord injury)
  - 상완 신경총 부상(Brachial plexus injury)
  - 말초신경 손상(Peripheral nerve injury)
  - 좌골신경 손상(Sciatic nerve injury)
  - 겨드랑 신경 손상(Injury of axillary nerve)
- 연조직 손상(Soft tissue injury)
  - 음경 손상(Penile injury)
- 직접적인 DNA 손상을 포함한 세포 손상(Cell damage including direct DNA damage)
- 기관지 손상(Tracheobronchial injury)
- 눈 부상(Eye injury)
  - 화학적 눈 부상(Chemical eye injury)
  - 전신 마취 중 눈 부상(Eye injury during general anaesthesia)
- 급성 신부전(Acute kidney injury)
- 무릎 부상(Knee injury)
  - 전방 십자 인대 손상(Anterior cruciate ligament injury)
  - 내측 무릎 부상(Medial knee injury)
- 허리 부상(Back injury)
- 손 부상(Hand injury)
- 간 손상(Liver injury)
- 머리 부상(Head injury)
  - 관통 머리 부상(Penetrating head injury)
  - 닫힌 머리 부상(Closed head injury)
- 근골격계 손상(Musculoskeletal injury)
  - 관절 연골 부상(Articular cartilage damage)
- 급성 폐 손상(Acute lung injury)
- 췌장 손상(Pancreatic injury)
- 흉부 대동맥 손상(Thoracic aorta injury)
- 담관 손상(Biliary injury)
- 가슴 부상(Chest injury)
- 기절

### 부상 심각도 점수
ISS(상해 심각도 점수)는 외상 심각도를 평가하기 위한 의료 점수이다. 외상 후 사망률, 입원 시간과 관련이 있다. ISS가 15보다 클 때에는, 주요 외상(polytrauma)이라는 용어를 사용한다.

## 같이 보기
- 응급처치
- 외상학